# Verantwoordingsdag

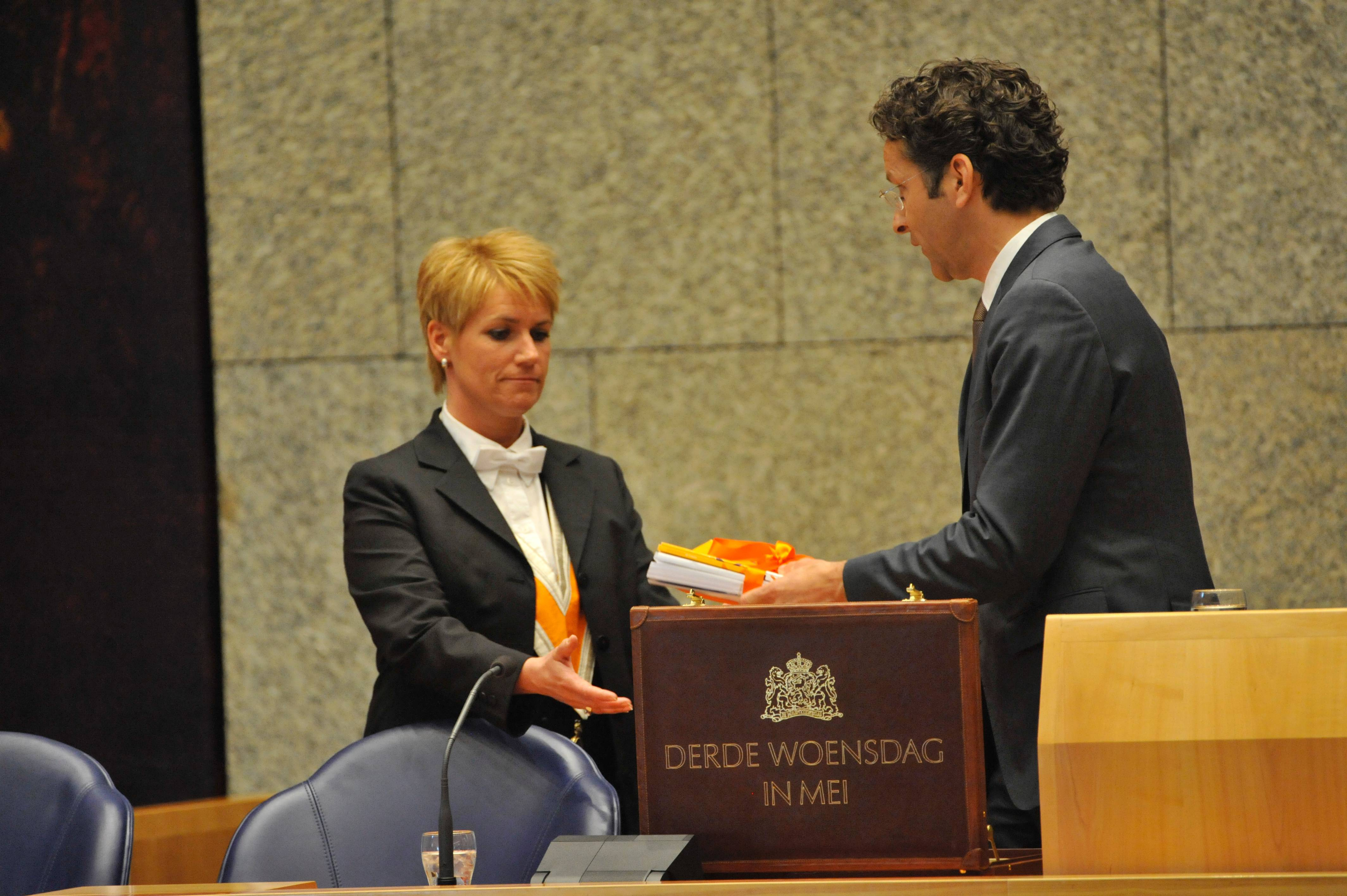
Verantwoordingsdag 2013 – Minister Dijsselbloem biedt de Verantwoordingsstukken 2012 aan de kamerbode van de Tweede Kamer aan.

Verantwoordingsdag (populair: woensdag gehaktdag of kortweg gehaktdag) is in Nederland de dag waarop de Rijksoverheid en de ministeries hun jaarverslagen presenteren aan de Tweede Kamer. Op dezelfde dag publiceert de Algemene Rekenkamer haar verslag van de controles op die jaarverslagen. Verantwoordingsdag is jaarlijks op de derde woensdag in mei.
Verantwoordingsdag bestaat sinds 2000. Voor die tijd werden het financieel jaarverslag en de departementale jaarverslagen - toen nog "Financiële Verantwoording" geheten - pas in september aan de Tweede Kamer gezonden. Op aandringen van de Tweede Kamer is dit tijdstip vervroegd, omdat de Kamerleden het in het najaar te druk hebben met het voorbereiden van de begrotingsbesprekingen om nog veel tijd aan het financiële verslag te kunnen besteden.
In de jaarverslagen wordt niet alleen gerapporteerd over hoeveel geld er is uitgegeven en waaraan. Ook wordt besproken welke concrete doelen men voor ogen had en hoeveel daarvan er uiteindelijk in het afgelopen jaar is bereikt.
Bovendien komt de minister van Financiën sinds 2000 persoonlijk het verslag aan de Tweede Kamer brengen. Daarbij wordt een speciaal koffertje gebruikt, net als het koffertje waarin de Miljoenennota zit op Prinsjesdag, de derde dinsdag in september. Op het koffertje staat het Wapen van het Koninkrijk der Nederlanden met daaronder de tekst "DERDE WOENSDAG IN MEI".
In 2004 nam de Tweede Kamer een motie aan, waarin de regering werd verzocht om daags na de derde woensdag in mei met het voltallige kabinet naar de Tweede Kamer te komen voor een plenair debat over het Rijksjaarverslag.
Een Verantwoordingsdag hoort eigenlijk bij de Prinsjesdag van anderhalf jaar eerder: op Verantwoordingsdag 2011 liet het Kabinet zien wat er terecht was gekomen van de plannen voor 2010, die op Prinsjesdag 2009 waren bekendgemaakt.